# 娑耶娑哈
娑耶娑哈（鄒語：Soesoha），是台灣鄒族神話中的神祇，最初始的三神之一，與創造女神妮芙努相對，掌管破壞、毀滅的力量，是宇宙天地萬物的破壞者，其所作所為都給人類造成詛咒或很大的麻煩。

## 神話中的形象
娑耶娑哈是象徵創造（妮芙努）、維護（哈莫）和破壞中的破壞力量。她在神話中通常都是比較愚蠢、邪惡的形象，時常跟著妮芙努行動，並且模仿對方的所作所為，但往往都以失敗或惹禍收場，也讓她對妮芙努越來越不滿，並且加以陷害對方。

## 傳說
關於娑羅娑拉的傳說，主要分為模仿跟陷害妮芙努兩種：

### 模仿
生死
太古時期的人類相當長壽，幾乎長生不老，就算因故往生，也可以在妮芙努的施法下起死回生，只有被復活五次的人才會在第六次死亡時真正死去。
然而，有一次妮芙努外出不在，又有人死了，娑耶娑哈因此想要模仿她的方式復活人類，卻因為不記得細節而失敗了，以為對方就此死亡的祂就這樣幫那名人類舉辦喪禮並且為其哀悼流淚，使得那個人類徹底死亡，就算妮芙努趕回來也無計可施，從那時起，人類的性命就變得短暫且無法復活。
煮食
有一次，妮芙努拿一根獸毛（一說幾粒栗）放入陶鍋，念了咒語、再轉身幾圈，鍋裡就有許多的肉（或飯食）可以吃，而娑耶娑哈模仿她的作法，但同樣說錯咒語，陶鍋裡只剩滿滿的臭狗屎。
洗頭
妮芙努和娑耶娑哈有次下凡來到人間，在一處叫「有佛古大拿」（yovokutana，曾文溪主流和支流的交會點，今達邦三號橋的位置）的地方洗頭，妮芙努洗頭時，水面飄著許多花瓣；但娑耶娑哈模仿她洗頭時，河面漂浮的卻是許多菌菇（一說豬糞）。

### 陷害
人頭怪物
洗完頭後，兩位神繼續行程。娑耶娑哈說她為妮芙努找到一個丈夫，但對方是個只有頭顱的怪物，妮芙努拒絕不了，就假裝跟怪物說自己要出去取水，把屋內的門窗都關緊後趁機逃離，怪物雖然追了上去，但卡在地縫中動彈不得，為了向妮芙努報仇，牠變成了芒草要刮傷人類，並且在他們開拓田地時讓他們難以處理。
地洞
兩位神明再度相遇了，為了陷害妮芙努，娑耶娑哈挖了一個地洞把她推進去，並且在洞口蓋上石板，妮芙努只好呼喚老鼠把石板周圍的土挖開，並且垂下尾巴讓自己逃脫。因為這個傳說，傳統上鄒族人不吃老鼠肉。
最後
娑耶娑哈後來又和妮芙努會合，並且走了很長一段路程，在途中稍作休息時，娑耶娑哈趁機丟下妮芙努跑走，醒來後的妮芙努覺得孤單，於是呼喚刺竹，抓住天上垂下來的刺竹回到天上，再也沒有來過人間。